# Jean Lumb
 Jean Bessie Lumb, geborene Toy Jin Wong, CM (geboren 30. Juli 1919 in Nanaimo; gestorben 17. Juli 2002 in Toronto) war eine kanadische Unternehmerin und Gastronomin mit chinesischen Wurzeln. Sie engagierte sich für die Bürgerrechte von chinesischen Einwanderern in Kanada und für den Erhalt der Chinatown in Toronto.

## Biographie
Jean Lumb wurde als sechstes von zwölf Kindern des chinesischen Einwanderers und Landarbeiters Fun Gee Wong und von dessen Frau Hone Hung Mah geboren. Der Vater war 1899 aus China nach Kanada gekommen, seine Frau folgte ihm einige Jahre später. In der Jugendzeit von Lumb gab es in British Columbia über 100 antichinesische Gesetze und Verordnungen. So gingen die chinesischen Kinder auf eigene Schulen und lebten in einem eigenen Viertel. Lumb sagte später, sie habe ein „schreckliches Gefühl von Schuld oder Scham“ gehabt, weil sie als Chinesin geboren worden sei. „Wir wurden in einen Ort gesteckt, und wir kamen nicht aus diesem Ort heraus, weil wir dort bleiben sollten.“
Im Alter von zwölf Jahren musste Lumb die Schule verlassen, um im Gemüsegeschäft ihres Vaters in Vancouver zu arbeiten und ihre Familie während der Great Depression zu unterstützen. Ihre Mitarbeit im Familienbetrieb machte es möglich, dass ihr Bruder Robert die High School besuchen konnte; er wurde später Luftfahrtingenieur und trainierte Piloten während des Zweiten Weltkriegs. Im Alter von 16 Jahren zog Jean Lumb zu ihrer älteren, verheirateten Schwester nach Sudbury in Ontario. 1936 eröffnete sie einen Obstladen in Toronto, der so gut lief, dass sie ihre Familie aus Vancouver nachkommen lassen konnte. 1939 ging sie mit Doyle Lumb eine arrangierte Ehe ein. Weil Lumb in China geboren war, wurde seiner Frau die kanadische Staatsbürgerschaft abgesprochen. Die Eheleute bekamen sechs Kinder.
1959 eröffneten Jean und Doyle Lumb in Torontos Chinatown das Kwong Chow Chop Suey House in Torontos Chinatown, das sich zu einem beliebten Treffpunkt auch für Prominente entwickelte. Sie führten das Restaurant 23 Jahre lang, bis sie es an eine Gruppe von Mitarbeitern verkauften. Jean Lumb demonstrierte chinesische Küche an Orten wie den Käufhäusern Eaton’s und Simpsons, aber auch im Royal Ontario Museum, sie sprach vor Gruppen und trat in Fernseh- und Radiosendungen auf: „As an articulate Chinese Canadian woman, she helped to change stereotypes, not only for her community but for women.“ („Als wortgewandte chinesische Kanadierin trug sie dazu bei, Klischees zu verändern, über ihre Gemeinschaft und über Frauen.“)
Ebenfalls 1959 gründete Lumb die Chinese Community Dancers of Ontario, die Löwentänze und klassische chinesische Tänze aufführte. 1967 trat die Gruppe bei den 100-Jahr-Feierlichkeiten auf dem Parliament Hill in Ottawa vor Königin Elizabeth II. auf. Sie engagierte sich als Leiterin des Save Chinatown Committee  für den Erhalt der Chinatown in Toronto. Zwei Drittel des Viertels waren vor 1965 für den Bau eines neuen Rathauses und des Nathan Phillips Squares schon abgerissen worden, als die Stadt Enteignungen und weitere Abrisse plante. Aufgrund des Engagements von Lumb und des Komitees beschloss die Stadt Toronto 1969 den Erhalt der Gebäude, die von Chinatown noch übrig waren. Später unterstützte Lumb ähnliche Bemühungen zum Erhalt von Chinatowns in Vancouver und Calgary.
Jean Lumb starb 2002 im Alter von 83 Jahren.

## Kampf gegen die Einwanderungsgesetze

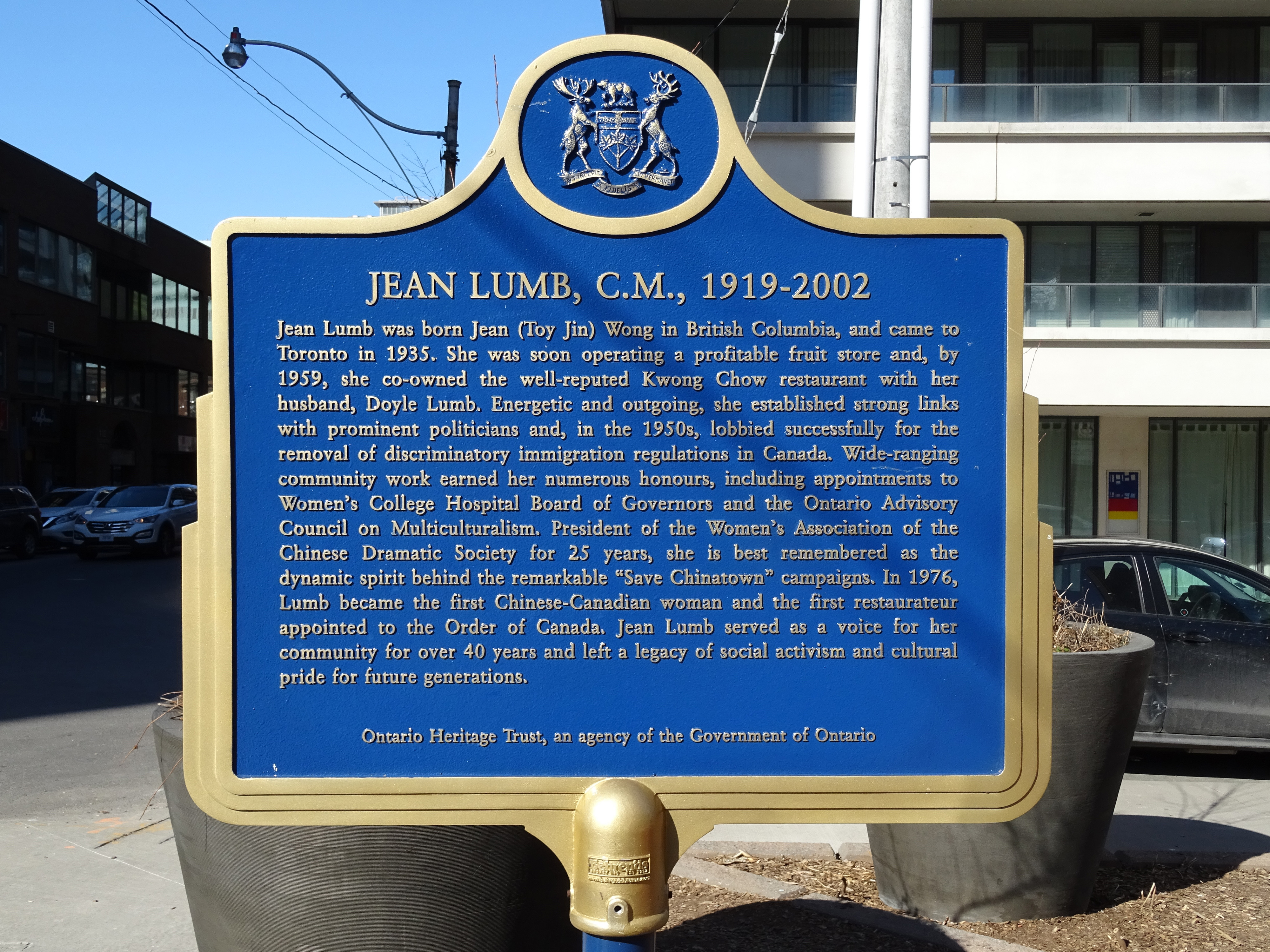
Gedenktafel für Jean Lumb in Toronto

Von 1885 bis 1923 wurde für asiatische Einwanderer eine Kopfsteuer erhoben, um diese zu entmutigen, nach Kanada einzuwandern. Diese Steuer wurde mehrfach erhöht und machte es Familien fast unmöglich, gemeinsam einzuwandern, weshalb es in Kanada viele alleinlebende chinesische Männer gab, die ihre Familien in China hatten zurücklassen müssen. 1923 wurde der Chinese Immigration Act erlassen, wonach eine Einwanderung von Chinesen nach Kanada praktisch unmöglich wurde. Außerdem mussten sich alle Chinesen, selbst wenn sie in Kanada geboren oder eingebürgert waren, registrieren lassen. Erst 1947 wurden diese Gesetze aufgehoben; allerdings durften nur kanadische Staatsbürger ihre Ehepartner und unverheirateten Kinder unter 18 Jahren nach Kanada holen. Im Zuge dieser Gesetzesänderungen erhielten auch Jean und Doyle Lumb die kanadische Staatsbürgerschaft.
1957 gehörte Jean Lumb als einzige Frau zu einer 40-köpfigen Delegation, die sich mit Premierminister John Diefenbaker traf, um die Revision der diskriminierenden Gesetze zu fordern. Nach und nach wurden die Einwanderungsbestimmungen aufgehoben, und 1967 wurden alle Beschränkungen auf der Grundlage von Rasse und nationaler Herkunft in Kanada aufgehoben.

## Ämter und Erinnerungen
Jean Lumb hatte zahlreiche Ämter und Ehrenämter inne: So war sie etwa Mitglied des Ontario Advisory Council on Multiculturalism and Citizenship, Gründungsdirektorin und ehrenamtliche Beraterin des Yee Hong Chinese Nursing Home of Greater Toronto, Direktorin des Mount Sinai Hospitals, Ehrenmitglied des Ontario Women’s Directorate sowie Gründungsdirektorin des chinesischsprachigen TV-Senders Chinavision. Sie gründete die Jean Lumb Foundation, die jährlich herausragende High-School-Schüler mit chinesischen Wurzeln auszeichnet. Als Citizen Judge nahm Lumb Hunderten von neuen Kanadiern den Eid auf die Staatsbürgerschaft ab, „especially meaningful for someone who had been stripped of her citizenship when she married“ („was eine besondere Bedeutung hatte für eine Frau, der bei ihrer Heirat ihre Staatsbürgerschaft entzogen worden war“).
In vielen Bereichen war Lumb als erste Frau mit chinesischen Wurzeln aktiv und wurde geehrt, so als sie 1976 als Member of the Order of Canada ausgezeichnet wurde, nur eine unter vielen Ehrungen. 2007 wurde ihr posthum mit Lifetime Achievement Award der Association of Chinese Canadian Entrepreneurs verliehen. Eine Gedenktafel des Ontario Heritage Trust wurde in der Nähe ihres ehemaligen Restaurants angebracht. 2017 gab das Toronto District School Board bekannt, dass eine neue Schule in der Innenstadt den Namen Jean Lumb Public School erhalte.